# Giovanni Maria Artusi
Giovanni Maria Artusi (Bologna, c. 1540 - Bologna, 18 de agosto de 1613) foi um musicólogo e compositor da Itália.
Artusi foi um dos mais famosos reacionários da história musical, condenando duramente o novo estilo de música que se desenvolvia em torno de 1600 e que prefigurou o Barroco musical. Ele também era um erudito e religioso da Congregação San Salvatore, em Bologna, e permaneceu durante toda a sua vida dedicado ao seu professor Gioseffo Zarlino, o principal teórico da música do final do século XVI. Quando Vincenzo Galilei atacou Zarlino no Dialogo de 1581, provocou Artusi para defender seu professor e o estilo que ele representava.
O episódio mais famoso da carreira Artusi, e um dos episódios mais famosos da história da crítica de música, ocorreu entre 1600 e 1603, quando ele atacou a "crueza e licença" mostradas nas obras de um compositor que ele inicialmente recusou-se a nomear, mas que se tratava de Monteverdi. Monteverdi respondeu na introdução de seu quinto livro de madrigais (1605) com uma discussão da divisão da prática musical em duas correntes: o que ele chamou prima pratica e seconda pratica. A prima pratica era o ideal da polifonia do século XVI, com fluindo contraponto, dissonâncias preparadas e igualdade no tratamento das vozes, e a seconda pratica se constituía no novo estilo de monodia acompanhada e recitativos, que enfatizavam uma melodia (normalmente a voz mais alta) sustentada por acordes construídos sobre o baixo.
Uma contribuição importante de Artusi para a teoria da música foi o seu livro sobre as dissonâncias no contraponto. Ele reconheceu que poderia haver mais dissonâncias do que consonâncias em um trecho de contraponto, tentando enumerar as razões e formas de uso das dissonâncias, como por exemplo nas ilustrações das palavras que expressam tristeza, dor de saudade, terror. Ironicamente, a seconda pratica de Monteverdi largamente concorda com as teorias de Artusi, pelo menos conceitualmente, e as maiores diferenças entre eles se referiam à importância relativa das diferentes vozes, e aos intervalos exatos usado na definição da linha melódica.
Artusi deixou poucas composições, todas em um estilo conservador: um livro de canzonette para quatro vozes (publicado em Veneza em 1598) e uma Cantate Domino para oito vozes (1599).